# Reloj de autómatas

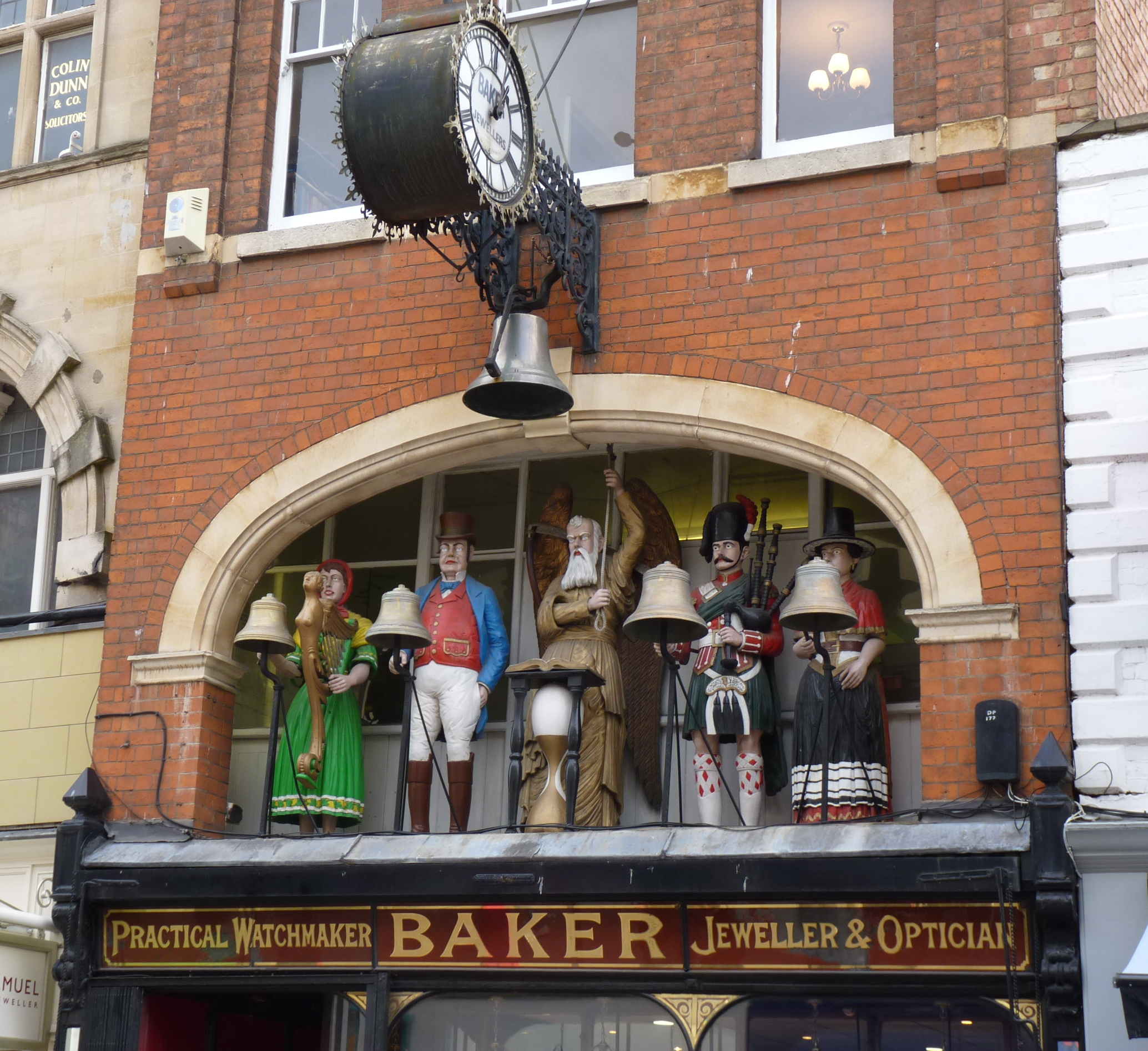
Reloj autómata en Gloucester. Las cifras que marcan los cuartos de hora y las campanadas representan los países constituyentes del Reino Unido. Son (de izquierda a derecha) Irlanda del Norte, Inglaterra, Escocia y Gales. En el centro está el Viejo Padre Tiempo, que marca las horas.

Un reloj de autómatas es un tipo de reloj sonoro con autómatas. Estos se construyeron desde el siglo I a. C. hasta la época victoriana en Europa. Los relojes de cuco son la forma más simple de este tipo de reloj.
La primera mención conocida es de los creados por el ingeniero romano Vitruvio, describiendo los primeros despertadores que funcionaban con gongs o trompetas. Los autómatas posteriores suelen actuar a la hora, media hora o cuarto de hora, generalmente para tocar campanas. Las figuras comunes en los relojes más antiguos incluyen la Muerte (como referencia a la mortalidad humana), el Viejo Padre Tiempo, santos y ángeles. En las épocas de la Regencia y la victoriana, las figuras comunes también incluían a la realeza, compositores famosos o industriales.
Los relojes de este tipo construidos más recientemente están muy extendidos en Japón, donde se conocen como karakuri -dokei. Ejemplos notables incluyen el Nittele Ōdokei, diseñado por Hayao Miyazaki para colocarse en la sede de Nippon Television en Tokio, promocionado como el reloj animado más grande del mundo. En el Reino Unido, Kit Williams produjo una serie de grandes relojes autómatas para un puñado de centros comerciales británicos, con ranas, patos y peces.